# Відвідувач (фільм, 1979)
Відвідувач (італ. Stridulum) — науково-фантастичний фільм жахів 1979 року, знятий режисером Джуліо Парадізі і заснований на історії італійського письменника та продюсера єгипетського походження Овідіо Дж. Ассонітіса . У фільмі знялись відомі кіно-зірки, зокрема Джон Г’юстон, Шеллі Вінтерс, Мел Феррер, Гленн Форда, Ленс Хенріксен та Сем Пекінпа, а також Ніл Бурц та Стів Сомерс у ролях другого плану. Фільм знімали в Атланті, штат Джорджія, і на студії Cinecitta в Римі. Через декілька десятків років, фільм став культовим серед поціновувачів фільмів жахів та науково-фантастичних фільмів  . Особливу увагу до фільму привернув його саундтрек, написаний італійським композитором Франко Мікаліцці.

## Сюжет
Серед пустого та засніженого ландшафту Єжи Кольсович переживає видіння потужної та руйнівної бурі, викликаної невідомою дівчинкою. Його колега - загадкова постать, яка схожа на Христа, розповідає своїм лисим учням про багатовіковий космічний конфлікт між Заттіном, злою міжпросторовою силою величезної величини з могутніми екстрасенсорними здібностями, та його доброзичливим головним суперником Ягве . Заттін втік на планету Земля багато століть тому, і хоча зрештою його відшукав і вбив Яхве, його дух продовжує жити в умах людства, чекаючи нагоди, щоб знову з’явитися і сіяти хаос. Загадкова фігура розповідає своїм учням, що Заттін народив десятки дітей від людських жінок до своєї смерті, і ці нащадки продовжують населяти Землю.
Під час професійного баскетбольного матчу на The Omni в Атланті власник домашньої команди Реймонд Армстед сидить біля корту та обіцяє інтерв’юеру, що команда безумовно переможе свого супротивника. Оскільки Реймонд став новий власником стадіону, а джерело його багатства невідоме, інтерв'юер наполягає на розкриті секрету джерела його успіху та багатств. Зрештою він відповідає, що гроші дав йому Бога. Але насправді Реймонд співпрацює з таємною групою сатаністів, які хочуть відродити Заттіна. Його колега - доктор Вокер нагадує йому, що його дівчина Барбара Коллінз може бути використана як канал для перетворення сил Заттіна в тілесну, людську форму. Її 8-річна донька Кеті вже продемонструвала психокінетичні здібності, і тепер мета сатаністів — зробити так, щоб Реймонд став батьком майбутньої дитини Барбари, яка вступить з Кеті у статеві стосунки та зачне фізичне втілення Заттіна.
Кеті ще не повністю опанувала свої здібності, тому вона тренує їх протягом усього фільму, наприклад допомагаючи баскетбольній команді Реймонда перемогти у грі. Кольсович, який володіє здібностями, подібними до Кеті, відправляється на Землю з кількома своїми учнями, де вони спочатку обережно її пильнують та вивчають. Він також знайомиться з новою покоївкою Барбари - Джейн Філліпс, яка також може бачити зло, сховане Кеті, оскільки колись у неї була дитина з такими ж здібностями. Кеті починає використовувати свої сили, щоб сприяти досягненню цілей сатаністів, спричиняючи серію смертельних випадків з їхніми ворогами.  В результаті одного такого трагічного випадка, Кеті стріляє у Барбару з пістолета, що робить останню паралізованою. Поліцейський детектив Джейк Дарем, який розслідував загадкові смерті, гине в автокатастрофі, організованій сатаністами.
Раймонду не вдається спокусити Барбару, і сатаністи вирішують застосувати інші, більш жорстокі методи, після яких Барбара дійсно завагітніла. Боючись народити ще одну дитину, вона  змушує свого колишнього чоловіка та батька Кеті - доктора Сема Коллінза, зробити їй аборт. За це її намагаються вбитиї Реймонд і Кеті, об'язавши дріт навколо її шиї та відправивши вниз по крісельному ліфті. Перш ніж вони встигають це зробити, Колсович втручається і викликає армію птахів, які зупиняють Кеті та вбивають Реймонда. Наступного дня інших сатаністів знаходять мертвими за їхнім круглим столом, імовірно через втручання Кольсовича.
Кольсович повертається до постаті Христа та його апостолів. Він розповідає, що взяв із собою Кеті. Тепер вона лиса та очищена від злоби, а фільм закінчується тим, що вона посміхається й обіймає Колсовіча, який просить Христа не причиняти їй та іншим дітям шкоди.

## В ролях
- Мел Феррер — доктор Вокер
- Ґленн Форд — детектив Джейк Дарем
- Ленс Генріксен — Реймонд Армстед
- Джон Г'юстон — Єжи Кольсович
- Джоан Нейл — Барбара Коллінз
- Сем Пекінпа — доктор Сем Коллінз
- Шеллі Вінтерс — Джейн Філліпс
- Пейдж Коннер — Кеті Коллінз
- Франко Неро — Ісус Христос

## Випуск

### Перевидання
Відвідувач був перевипущений на DVD незалежним дистриб'ютором Code Red у листопаді 2010 року. Це був перший раз, коли фільм був представлений у цілому вигляді в США.
У 2013 році незалежний дистриб'ютор Drafthouse Films придбав фільм.  Drafthouse Films оголосили, що вони перевипустять фільм у оновленій формі 31 жовтня 2013 року з релізом VOD  у січні 2014 року. 

### Критика
На агрегаторі відгуків Rotten Tomatoes рейтинг схвалення фільму Відвідувач складає 78%, зібраний на основі 18 рецензій, а середній бал — 6,4/10. На Metacritic він отримав оцінку 65 зі 100, ґрунтуючись на 5 відгуках, що свідчить про переважно позитивні реакції.
Критик Девід Ерліх із Film.com порівняв фільм із ремейком «The Bad Seed», в якому відчувається вплив стилю Алехандро Ходоровскі. Декорації у фільмі частково нагадують футуристичні, а коли сцена повернення головної героїні додому нагадує кульмінаційний момент з Близькі контакти третього ступеня. Сили Кеті у фільмі подано в дусі Знамення, а її боротьба між добром і злом, коли літній чоловік допомагає перемогти зло, змусила критика Шона Аксмейкера назвати фільм підробкою «Екзорциста». В рецензії згадуються також інші очевидні впливи, такі як Керрі, Птахи та Леді з Шанхаю.

## Зовнішні посилання
- Офіційний сайт (Drafthouse Films)
- Відвідувач на сайті IMDb (англ.)
- Відвідувач (фільм, 1979) на сайті AllMovie (англ.)
- Відвідувач (фільм, 1979) на сайті Metacritic (англ.)
- The Visitor на сайті Rotten Tomatoes (англ.)